# Waffen-SS
Waffen-SS (česky: Zbraně SS, respektive Ozbrojené SS) byly jednotky SS, určené k běžným vojenským operacím. Šlo o zvláštní německé a cizinecké jednotky nacistických ozbrojených sil, jež však nebyly součástí pravidelné německé armády. Na konci války Waffen-SS zahrnovaly přibližně 950 000 mužů, většinou dobrovolníků. Byly vedeny Heinrichem Himmlerem. Mezinárodní vojenský tribunál v Norimberku po válce prohlásil Waffen-SS za zločineckou organizaci. 

## Charakteristika
Waffen-SS se vyvinuly z původní dvousetčlenné Hitlerovy osobní ochranky (die SchutzStaffel der NSDAP, odtud zkratka SS), založené v roce 1929 ještě v době, kdy Hitler nebyl kancléřem, ale pouze vůdcem NSDAP. Většina členů SS se tehdy rekrutovala z bývalých Freikorps, jejichž členové vstoupili do takzvané 1. SS-Panzer Division „Leibstandarte SS Adolf Hitler“, která byla vytvořena Himmlerem na Hitlerovu žádost jako Hitlerova ochranka. Později byly Waffen-SS nasazovány do běžných vojenských úkolů na frontě (často jako elitní jednotky), střežily koncentrační tábory a po celou dobu své existence byli jejich členové také osobní stráží Hitlera.
Členové Waffen-SS byli převážně dobrovolníci, prošli dobrým tělesným tréninkem, vynikajícím vojenským výcvikem a důkladným ideologickým zpracováním, které mnohdy hraničilo s brainwashingem. Stávali se zejména specialisty na boj s lehkými palnými zbraněmi. Po takovémto základním výcviku prošli případným speciálním výcvikem (například v ovládání tanku). Waffen-SS kromě daleko lepšího výcviku, než měla většina německé armády, přesto často dostávali horší výzbroj (převážně konfiskovanou rakouské armádě). V jednotkách Waffen-SS panoval také mnohem méně formální přístup k vojákům než ve většině německé armády. Proto byl v těchto jednotkách poněkud volnější režim, než bylo v německé armádě zvykem, Waffen-SS měly lepší příděly jídla a vůbec lepší podmínky. Mezi veliteli a vojáky panovala spíše kamarádská atmosféra, v jednotkách Waffen-SS například bylo zvykem nadřízenému tykat.

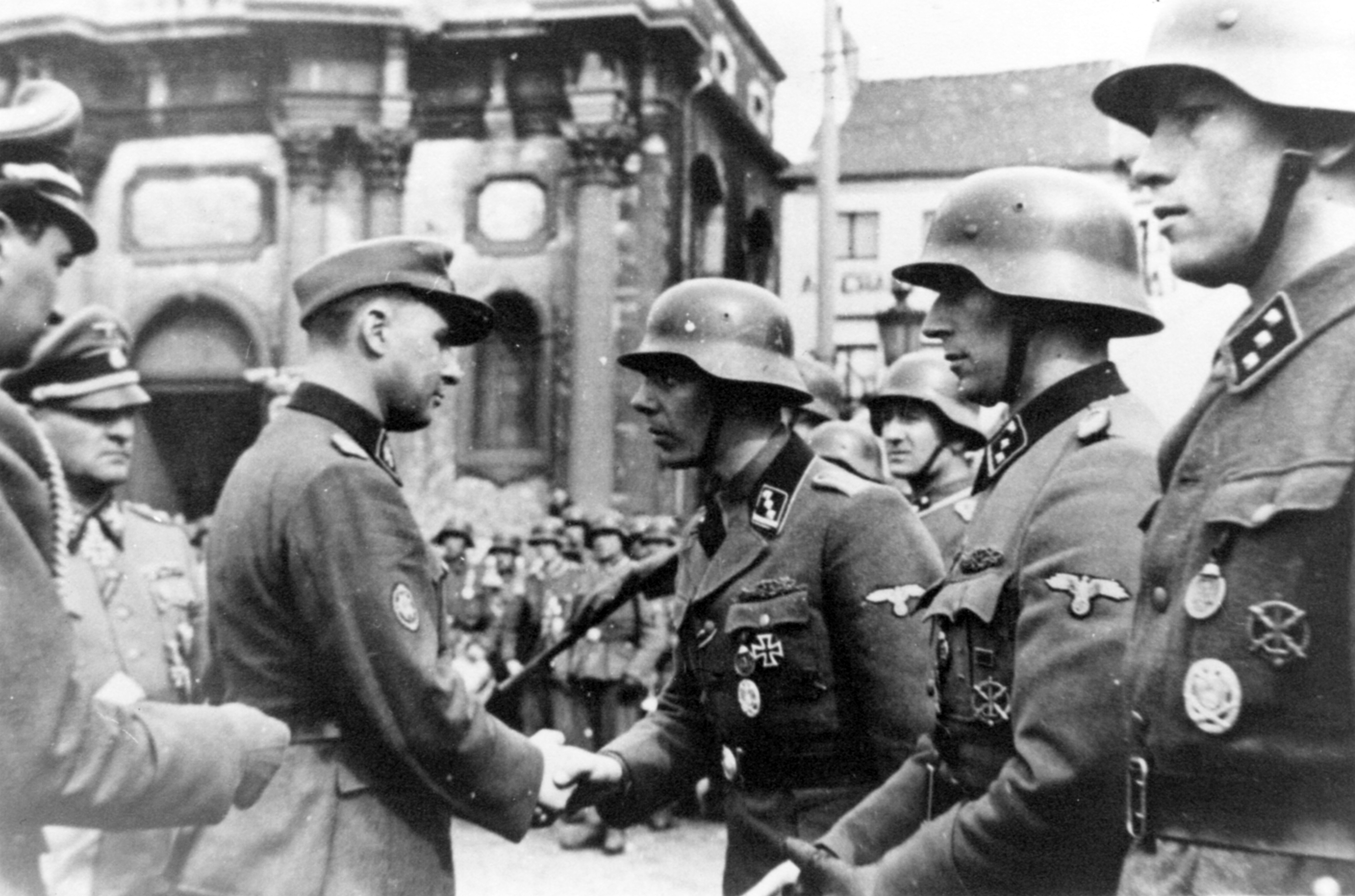
Léon Degrelle a Sepp Dietrich s členy dobrovolnické belgické divize SS Wallonie v dubnu 1944

První bojové ztráty Waffen-SS představovali dva mrtví příslušníci budoucí 3. SS-Panzer-Division Totenkopf zabití československými vojáky při bitvě u Czajankových kasáren. Jednotky Waffen-SS se účastnily kromě jiného invaze do Polska v roce 1939, byly nasazovány především v Polsku, na západní frontě zejména ve Francii a také na Balkáně. Významnou úlohu hrály jednotky Waffen-SS při dobývání Skandinávie, účastnily se úspěšné třetí bitvy o Charkov v roce 1943 i operace Citadela včetně bojů poblíž Prochorovky.
Ve Waffen-SS byl brán nejprve ohled na „čistotu rasy“, ale později v ní nemuseli sloužit „rasově čistí“ Němci jako v ostatních jednotkách SS, velkou část z vojáků Waffen-SS dokonce tvořili kolaborující cizinci z podmaněných zemí, zejména Nizozemci, Vlámové, Italové, Volksdeutsche (etničtí Němci z Maďarska, Karpatští Němci ze Slovenska), Dánové, Francouzi, Norové, Finové, Chorvati, Bosňáci, Češi, Rusové, Ukrajinci, Lotyši, Estonci, Ázerbájdžánci a Turkestánci, dokonce Indové a Britové (resp. obyvatelé zemí Britského impéria). Tito vojáci byli nazýváni Freiwilligen (dobrovolníci), a většina z národů, jejichž příslušníci takto sloužili, měla své vlastní jednotky (např. 28. SS-Freiwilligen Panzergrenadier Division „Wallonien“, či 5. SS-Panzer Division „Wiking“).

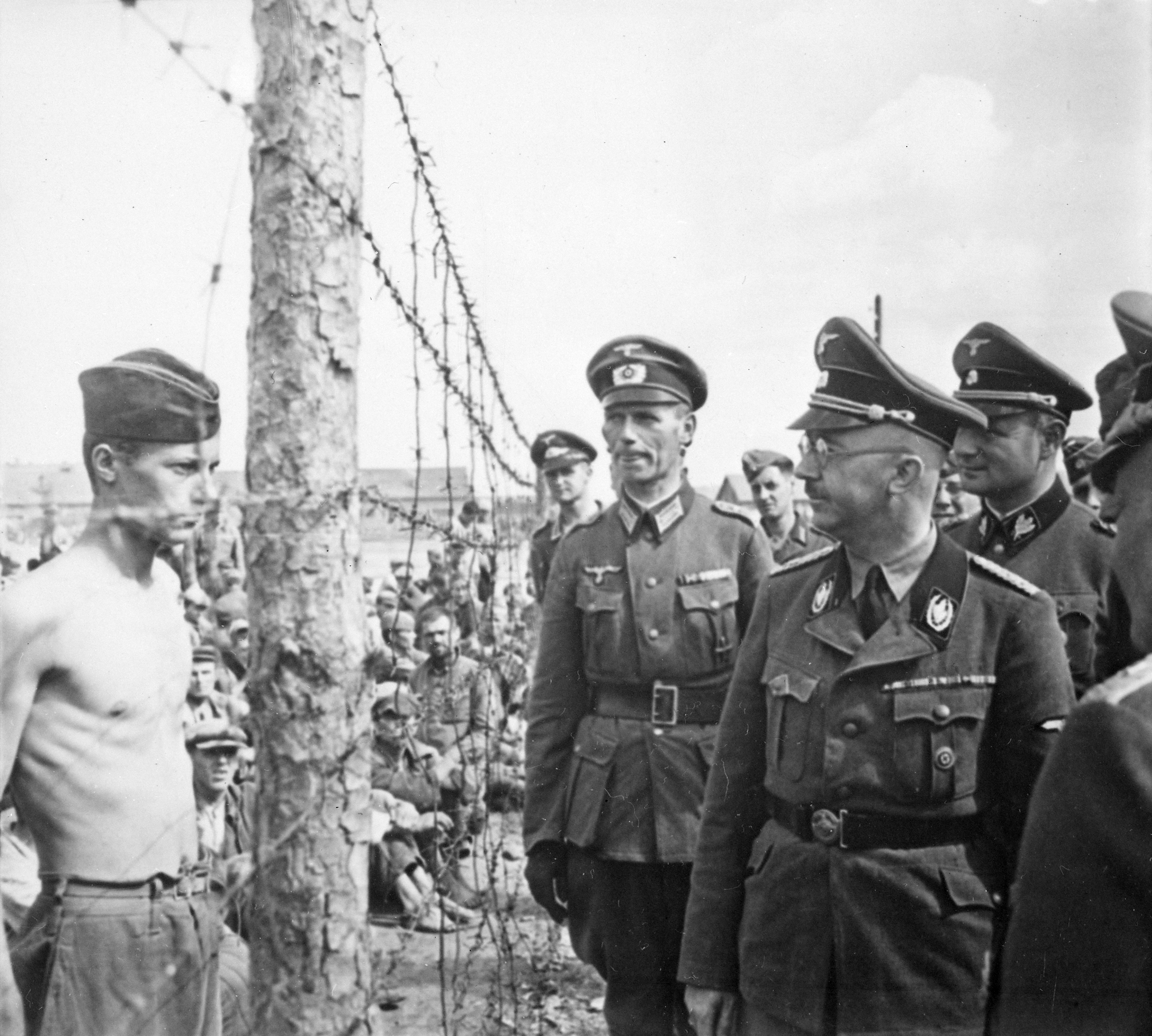
Heinrich Himmler a generál Waffen-SS Karl Wolff při inspekci tábora pro sovětské válečné zajatce na podzim 1941

Z válečných zločinů, kterých se dopustily jednotky Waffen-SS na západní frontě, je nejznámější Malmédský masakr, kdy jednotky Waffen-SS v Belgii roku 1944 postřílely 71 amerických zajatců. Známé jsou také skupiny Dirlewangera a Kaminského, které na dobytém území v Polsku a Rusku zavraždily mnoho civilistů a také sovětské válečné zajatce, vypálily několik stovek vesnic, podílely se na nejohavnějších německý zločinech za druhé světové války. Jednotky také pomáhaly potlačovat odpor polských Židů ve varšavském ghettu. Zejména v Polsku a v Sovětském svazu byly jednotky Waffen SS součástí uskupení tzv. Einsatzgruppen, jejichž činností bylo „očisťování“ prostoru od Židů a jiných „méněcenných“ ras.
Uprostřed území Protektorátu Čechy a Morava zabraly Waffen-SS území 65 obcí. Obyvatelstvo vyhnaly a zřídily zde pro své příslušníky výcvikový tábor. V tomto prostoru byla i pobočka koncentračního tábora Flossenbürg.
Waffen SS měla svou pochodovou hymnu SS marschiert in Feindesland. SS marchiert in Feindesland měla i estonskou, norskou, lotyšskou a francouzskou verzi. Tyto písně se často lišily od německého originálu.

## Charakterizující citát

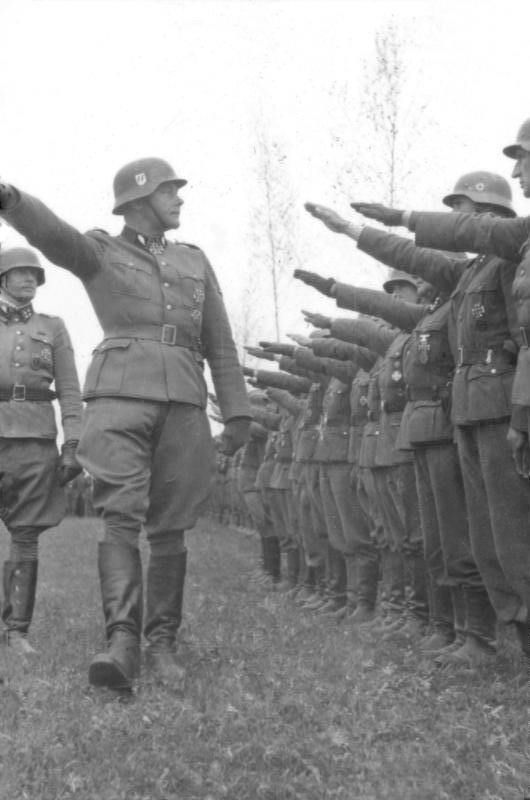
Divize Waffen-SS „Das Reich“, Rusko 1942

Heinz Höhne ve své originální práci Der Orden Totenkopf (vydáno 1967) zabývající se Bezpečnostní službou SS, napsal: 
| „ | „…lze prohlásit, že svými úspěchy si Waffen SS získaly úctu. Zvláště je ceněno kamarádství a dobré vztahy mezi důstojníky, poddůstojníky a mužstvem… Bohužel nelze přeslechnout hlasy o tom, že Waffen postrádají zkušené důstojníky a vojáci SS jsou kvůli tomu lehkomyslně obětováni… Kritické hlasy tvrdí, že Waffen SS jsou jistým druhem vojenských hlídacích psů. Příslušníci SS jsou cvičeni k brutalitě a bezohlednosti, zřejmě proto, aby jich v případě nutnosti bylo možno použít proti jiným německým formacím… Waffen SS jsou tou nejbezohlednější vojenskou silou.“ | “ |

## Historie
Vyvinuli se postupně z 200členné jednotky Hitlerovy osobní stráže ještě v období, kdy nebyl kancléřem, ale vůdcem NSDAP. V roce 1929 měl stejně jako Ernst Röhm s jednotkami SA i Heinrich Himmler se svými SS vojensko-politické ambice. Po Röhmově popravě Hitler ubezpečoval, že Reichswehr zůstane jedinými ozbrojenými silami Německa.
Základem původní ochranky Adolfa Hitlera byla takzvaná Leibstandarte SS Adolf Hitler, která byla vytvořena Heinrichem Himmlerem na Hitlerovu žádost a byla mu kdykoliv plně k dispozici. Jednotka vznikla 17. března 1933 a velel jí Josef "Sepp" Dietrich. Waffen-SS tvořily organizačně jednu ze složek SS.
V roce 1934 bylo v rámci SS vytvořené SS-Verfügungstruppe, kterému velel generál ve výslužbě Paul Hausser. Většina členů budoucích Waffen SS se tehdy rekrutovala z bývalých Freikorps a prošla nadstandardním vojenským výcvikem. Do března 1935 byly Verfügungstruppe rozděleny na 5 praporů (Sturmbanne) o celkové síle 3500 mužů. Byly to prapory č. 1 Oberbayern, č. 2 Elbe, č. 3 Sachsen, č. 4 Ostfriedland a č. 5 Brandenburg. Později, když byla v březnu 1935 zavedena v Německu všeobecná branná povinnost byly ozbrojené oddíly SS reorganizovány na dva pluky (Standarten) po 5000 mužích, šlo o pluky Deutschland a Germania. V srpnu 1938 svým nařízením (Führererlass) Hitler umožnil vytvoření divize SS s vlastním dělostřelectvem.
Po vypuknutí druhé světové války byly Waffen SS nasazovány do běžných vojenských akcí na frontě. Jejich složka SS-Totenkopfverbände (velitel Theodor Eicke) vykonávala stráž v koncentračních táborech. Později se tyto oddíly de facto osamostatnily a představovaly samostatnou ozbrojenou složku nezávislou na Waffen-SS.

## Nasazení

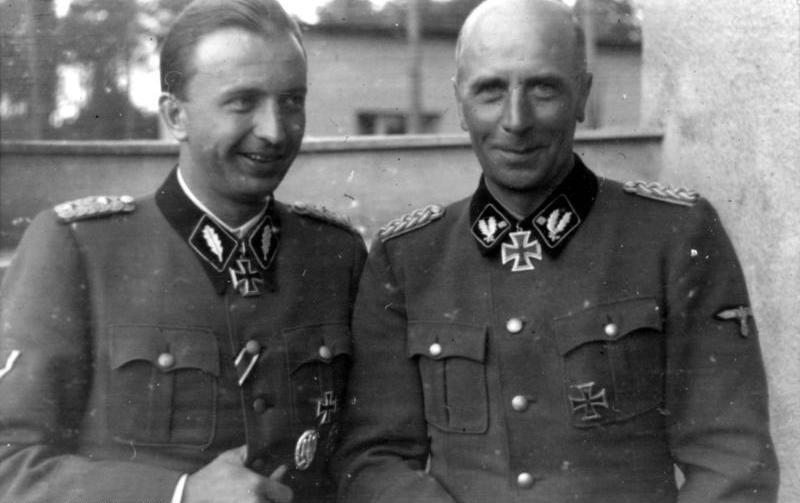
Velitelé Waffen-SS Hermann Fegelein a Wilhelm Bittrich během tažení na východní frontě v roce 1942

Jednotky SS se zúčastnily většiny velkých německých tažení počínaje invazí do Polska v roce 1939. Významnou roli sehrály při bojích v rámci operace Weserübung, v roce 1940 se dále zúčastnily bleskové války v zemích západní Evropy. Operovaly na Balkáně, kde se zúčastnily útoku na Jugoslávii a Řecko, ale v těchto oblastech se podílely i na boji proti partyzánům.
Po vpádu do SSSR, byly významnou oporou německých sil během bojů. Zaznamenaly úspěchy nejen při útočných operacích ale i při obraně. V bojích o Leningrad sehrály významnou roli při bojích na řece Volchov, kde SS za těžkých ztrát odrazily útok silnějších sovětských sil a významně přispěly ke stabilizaci fronty. Dalším z jejich velkých úspěchů byl úspěšný protiútok u Charkova, kde 2. tanková divize SS „Das Reich“ pod vedením Paula Haussera výrazně přispěla k německému vítězství a zastavení sovětského postupu od Stalingradu. V následné bitvě v Kurském oblouku se setkaly se silnou obranou Rudé armády, která pro tankové granátníky připravila ve své rozvrstvené obraně peklo. Zejména ztráty pěchoty, často způsobené velkým vyčerpáním jednotek, byly na německé straně vysoké. Tankové jednotky SS však v okolí Kurska zaznamenaly řadu úspěchů a zúčastnily se i největší tankové bitvy u Prochorovky. Mnohé jednotky se zúčastnily bojů proti partyzánům v Bělorusku, na Ukrajině a v Polsku, kde spáchali řadu válečných zločinů a zvěrstev, jako například masakr v Chatyni v Bělorusku. Součástí protipartyzánských sil v okupovaném Bělorusku během protipartyzánské operace Svátky jara na jaře 1944 byly i SS-Sturmbrigade Dirlewanger, lotyšská divize SS a další jednotky.
Známé je i nasazení jednotek SS na západě. 12. tanková divize SS „Hitlerjugend“ např. sehrála významnou roli v bitvě v Normandii. Během bitvy v Ardenách byla jednou z hlavních německých útočících sil 6. tanková armáda SS Seppa Dietricha. Proti SNP zasahovalo také několik jednotek SS. Nejznámější z nich byly 18. dobrovolnická divize tankových granátníků SS „Horst Wessel“ nebo Dirlewangerova 36. granátnická divize SS, která se stala nechvalně známou zejména kvůli řádění během Varšavského povstání.
Během Pražského povstání proti německé okupaci v květnu 1945 se příslušníci Waffen-SS dopouštěli masakrů českých civilistů a zajatých povstalců, například masakru na Masarykově nádraží, vražd zajatců v Jelením příkopu nebo masakru v Úsobské ulici. 

## Po válce

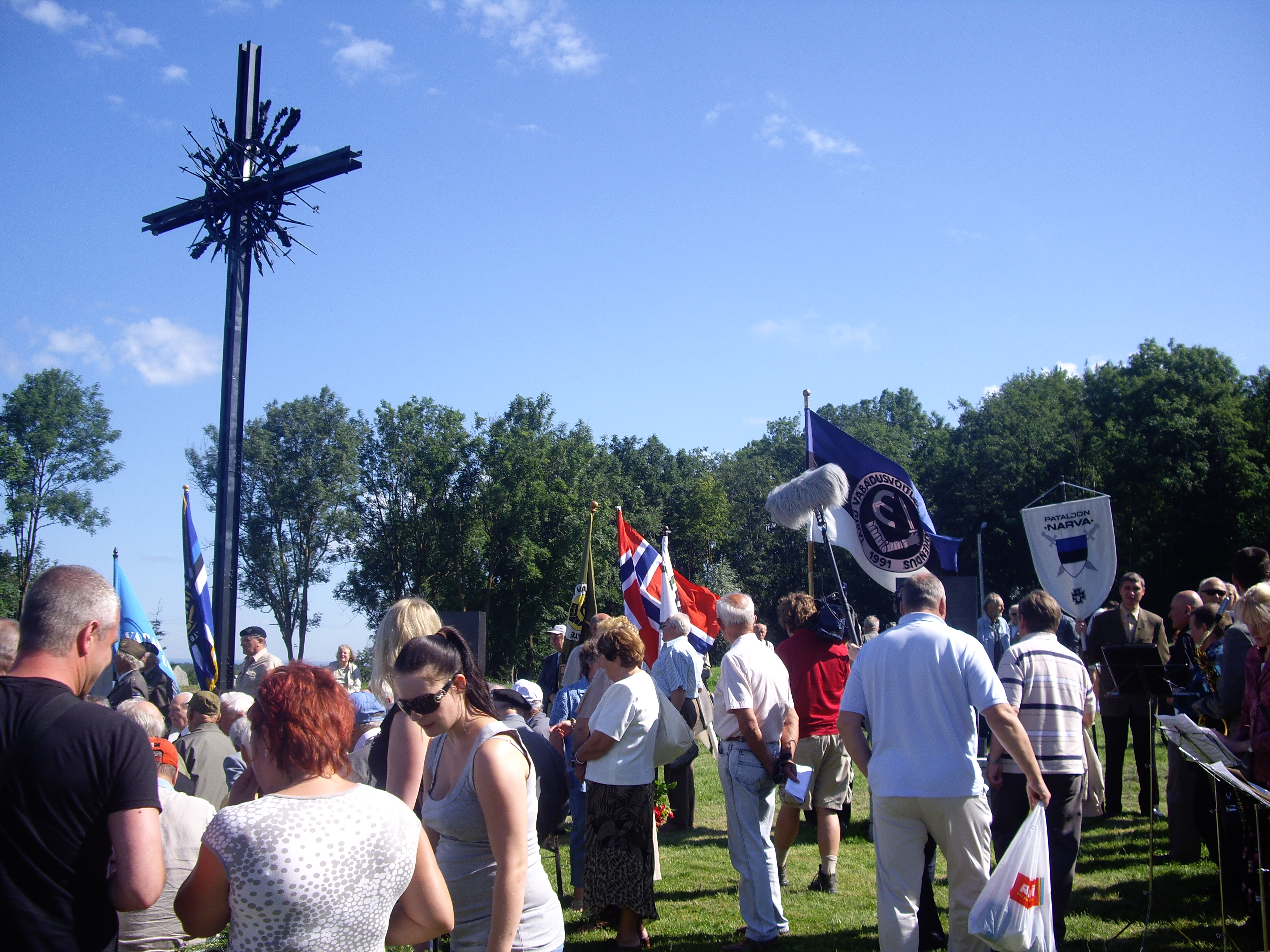
Každoroční sraz veteránů a příznivců estonské divize SS u vesnice Sinimäe v Estonsku

Bývalí velitelé Waffen-SS jako Kurt Meyer nebo Sepp Dietrich se po válce postavili do čela lobbistické a revizionistické organizace HIAG (veteránská organizace členů Waffen-SS).
Veteráni Waffen-SS i jejich vdovy mají nárok na německý důchod. V roce 1998 Německo změnilo své zákony o důchodech, aby se zabránilo jejich vyplácení válečným zločincům. Změna se vztahuje pouze na žádosti o dávky poskytnuté po 13. listopadu 1997. V roce 1998 v osmi spolkových zemích Německa pobíralo 23 501 bývalých příslušníků jednotek SS zvláštní penzi pro takzvané "válečné oběti", kterou od roku 1950 vyplácí západní Německo.
16. března slaví váleční veteráni v Lotyšsku lotyšský den legionářů. Jeho součástí je i tradiční pochod na oslavu lotyšských veteránů z jednotek Waffen-SS, včetně lotyšské divize SS.
Většina německých válečných zločinů spáchaných během květnového povstání českého lidu zůstala po válce nepotrestána, protože Spolková republika Německo nechtěla vydávat podezřelé německé občany do Československa. Známý je případ strůjce masakru v obci Leskovice z 5. května 1945, SS-Hauptsturmführera Waltera Haucka, který zemřel v roce 2006 v Německu a za masakr nebyl nikdy potrestán.

## Přehled divizí Waffen-SS

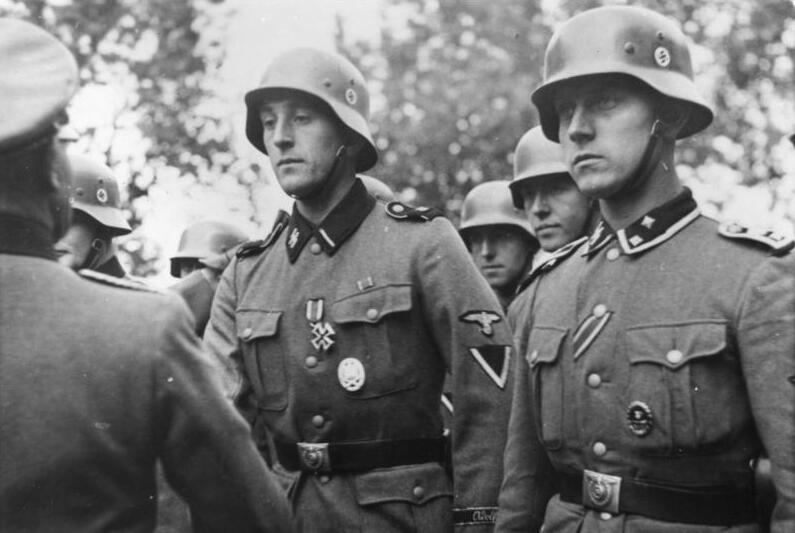
Vojáci Waffen-SS při udílení vyznamenání 21. června 1940

- 1. SS-Panzer-Division Leibstandarte SS Adolf Hitler

1. tanková divize SS Leibstandarte Adolf Hitler – Její části se účastnily již remilitarizace Porýní 7. března 1936. Prvního bojového nasazení se jednotka dočkala během Polského tažení v září 1939, poté se zúčastnila západního tažení v květnu a červnu 1940. 28. května 1940 u Wormhoudtu zmasakrovala 81 britských zajatců. Na jaře 1941 se úspěšně zapojila do bojů v Jugoslávii a Řecku. V rámci útoku na Sovětský svaz Leibstandarte v síle motorizovaného pluku postupovala v jižním úseku východní fronty až k Azovskému moři. Po svém stažení z fronty v polovině roku 1942 do Francie byla doplněna a na podzim 1942 přeznačena na divizi pancéřových granátníků. V lednu 1943 byla divize opětovně převelena na Ukrajinu, kde se její vojáci zasloužili o znovudobytí strategicky důležitého města Charkov v březnu 1943. Od 5. července téhož roku sváděla těžké boje v oblasti Kurského výběžku, načež byla z důvodu spojenecké invaze na Sicílii přesunuta do Itálie. Na počátku roku 1944 již divize opět bojovala na východní frontě, odkud byla na počátku léta 1944 převelena do Francie, aby zde vzdorovala spojenecké invazi. Počínaje 16. prosincem 1944 Leibstandarte postupovala v čele Hitlerovy ofenzivy v Ardenách, kde její vojáci opět nabyli pověsti kvalitních ale i nemilosrdných bojovníků. Během bojů v Ardenách vraždili příslušníci Leibstandarte nevinné civilisty a jejich běsnění vyvrcholilo 17. prosince 1944, kdy příslušníci Kampfgruppe Peiper stáli za smrtí 71 amerických zajatců (Malmédský masakr). S horšící se frontovou situací byla divize opětovně odeslána na východní frontu, kde Rudé armádě vzdorovala v Maďarsku a posléze v Rakousku, kde její části postupně kapitulovaly do rukou západních Spojenců.
- 2. SS-Panzer-Division Das Reich

2. tanková divize SS Das Reich

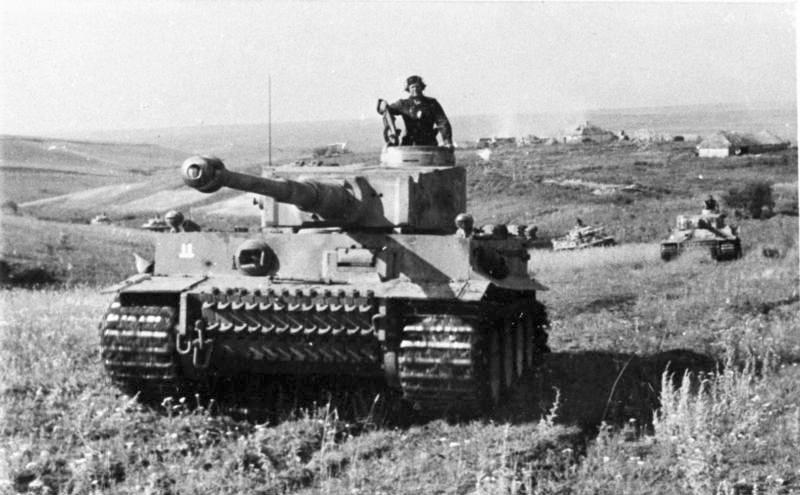
2. tanková divize SS „Das Reich“ s Tigry u Kurska

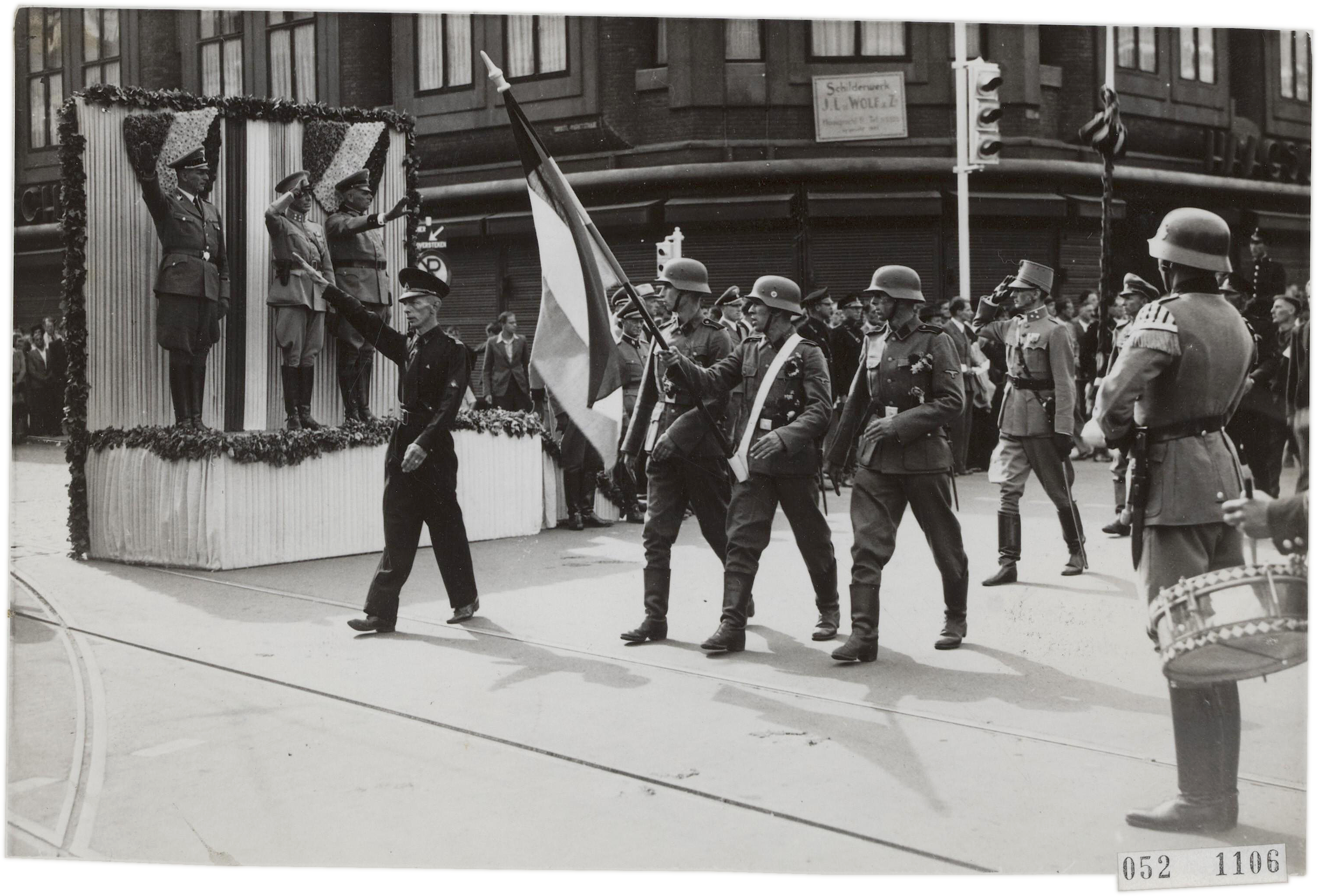
SS-Freiwilligen Verband „Niederlande“ v Haagu v roce 1941

– roku 1940 působila ve Francii, v březnu 1941 se přesunula na Balkán, účastnila se německé invaze do SSSR. Utrpěla velké ztráty, byla stažena k odpočinku do Německa a Francie. Počátkem roku 1943 se účastnila bojů u Charkova, v únoru 1944 byla stažena zpět do Francie. Zde provedla několik masakrů. Např. 10. června 1944 jako odplatu za útok partyzánů oběsili její příslušníci 99 civilistů v Tulle. Téhož dne provedla masakr ve vesnici Oradour-sur-Glane, kde bylo brutálním způsobem zavražděno 642 civilistů včetně 207 dětí.
- 3. SS-Panzer-Division Totenkopf

3. tanková divize SS Totenkopf
– základem této divize byly jednotky SS-Totenkopfverbände, které prosluly vyvražděním polské elity a likvidací polských Židů v roce 1939. 27. května 1940 provedly příslušníci divize SS Totenkopf masakr ve francouzské vesnici Le Paradis, kde postříleli přes sto britských vojáků, kteří se vzdali. Při operaci Barbarossa útočila divize z východního Pruska. Utrpěla velké ztráty, koncem roku 1942 byla stažena do Francie. Počátkem roku 1943 byla převelena na východní frontu, některé její jednotky se střetly v bitvě u Sokolova s 1. čs. armádním sborem. I když její některé jednotky bojovaly v Itálii proti partyzánům, divize Totenkopf zůstala na východní frontě do konce války
- 4. SS-Polizei-Panzergrenadier-Division

4. divize pancéřových granátníků SS Polizei
– 10. června 1944 zmasakrovala 300 obyvatel řecké vesnice Distomo.
- 5. SS-Panzer-Division Wiking

5. tanková divize SS Wiking
- 6. SS-Gebirgs-Division Nord

6. horská divize SS Nord
- 7. SS-Freiwilligen-Gebirgs-Division Prinz Eugen

7. dobrovolnická horská divize SS Prinz Eugen
– bojovala proti partyzánům v Jugoslávii

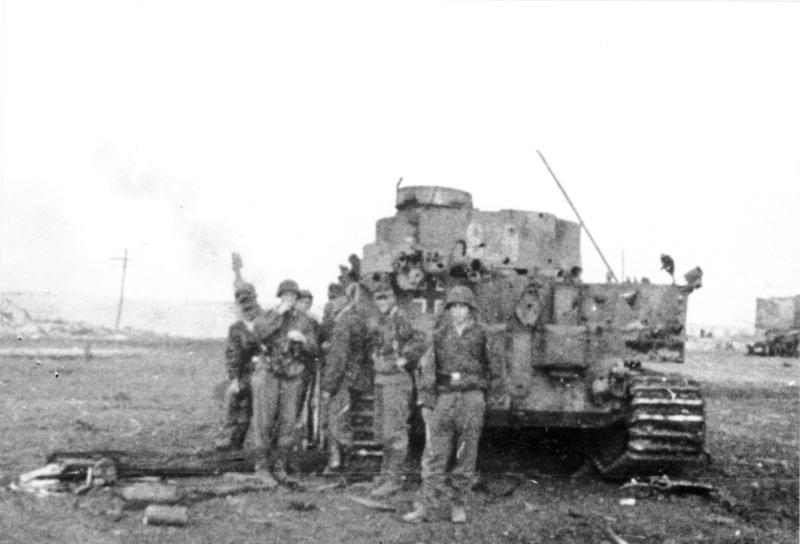
Vojáci SS a tank Tiger u Kurska

- 8. SS-Kavallerie-Division Florian Geyer

8. jízdní divize SS Florian Geyer
- 9. SS-Panzer-Division Hohenstaufen

9. tanková divize SS Hohenstaufen
- 10. SS-Panzer-Division Frundsberg

10. tanková divize SS Frundsberg

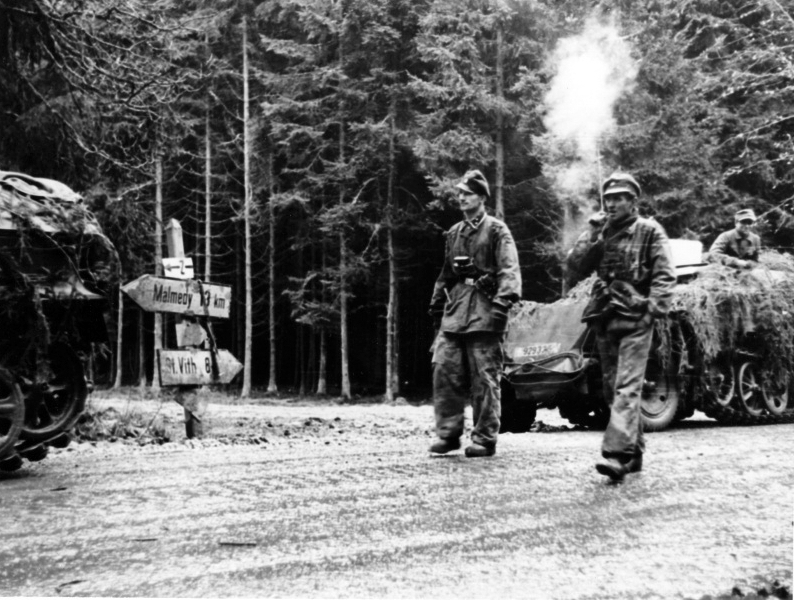
Kampfgruppe Knittel vojáci na cestě k Malmedám

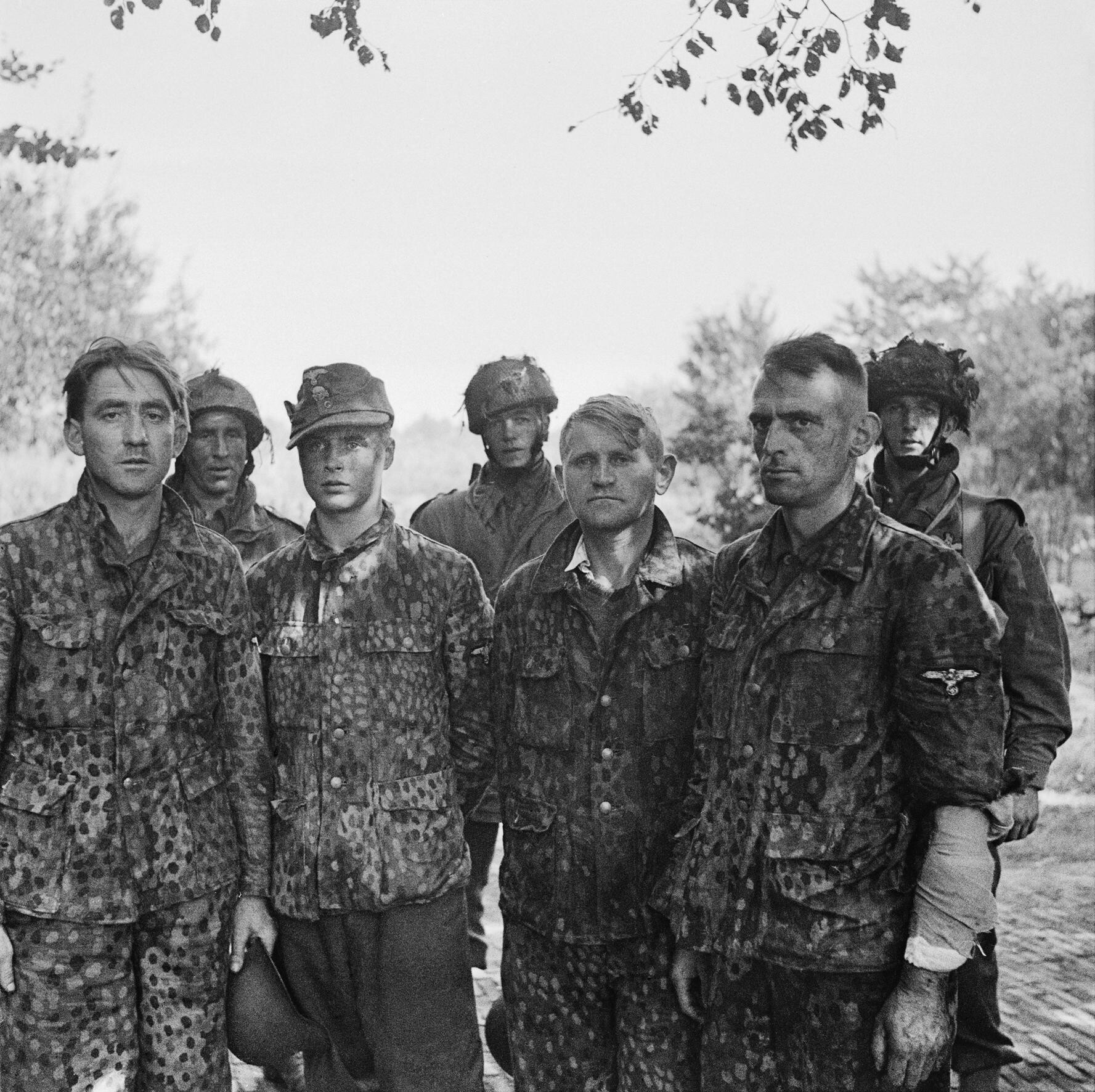
Zajatí vojáci Waffen-SS u Arnhemu, 18. listopadu 1944.

- 11. SS Freiwilligen-Panzergrenadier-Division Nordland

11. dobrovolnická divize pancéřových granátníků SS Nordland
- 12. SS-Panzer-Division Hitlerjugend

12. tanková divize SS Hitlerjugend
- 13.Waffen-Gebirgs-Division der SS Handschar (kroatische Nr. 1)

13. horská divize SS Handschar (chorvatská č.1)
– vznikla v roce 1943 z chorvatských muslimů pro potřeby protipartyzánského boje
- 14. Waffen-Grenadier-Division der SS (ukrainische Nr. 1)

14.divize granátníků SS (ukrajinská č. 1)
– mimo jiné se účastnila potlačování Slovenského národního povstání
- 15. Waffen-Grenadier-Division der SS (lettische Nr. 1)

15. divize granátníků SS (lotyšská č. 1)
- 16. SS-Panzergrenadier-Division Reichsführer-SS

16. divize pancéřových granátníků SS Reichsführer-SS
– 12. srpna 1944 provedla v italské vesnici Sant'Anna di Stazzema masakr, při kterém bylo povražděno kolem 560 mužů, žen i dětí. Dále jako odvetu za činnost partyzánů provedla ve dnech 29. září až 5. října 1944 v italském Marzabottu a okolních obcích masakr, při kterém bylo povražděno několik stovek civilních osob. Některé zdroje mluví o 700, jiné o 955 mrtvých. Mimo jiné bylo zmasakrováno 250 dětí včetně kojenců, 316 žen, 142 osob starších 60 let a 5 kněží.
- 17.SS-Panzergrenadier-Division Götz von Berlichingen

17. divize pancéřových granátníků SS Götz von Berlichingen
- 18. SS-Freiwilligen Panzergrenadier Division „Horst Wessel“

18. dobrovolnická divize pancéřových granátníků SS Horst Wessel
– část divize byla na podzim roku 1944 nasazena proti slovenským povstalcům
- 19. Waffen-Grenadier-Division der SS (lettische Nr.2)

19. divize granátníků SS (lotyšská č. 2)
- 20. Waffen-Grenadier-Division der SS (estonische Nr.1)

20. divize granátníků SS (estonská č. 1)

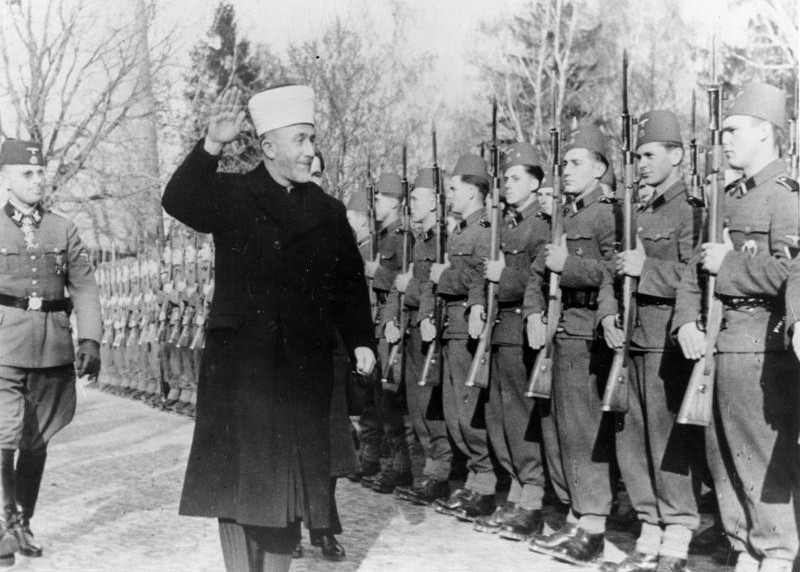
Arabský muslimský nacionalista Amín al-Husajní a balkánská horská divize SS „Handschar“

- 21. Waffen-Gebirgs-Division der SS Skanderbeg (albanische Nr.1)

21. horská divize SS Skanderbeg (albánská č. 1)
– vznikla v dubnu 1944, tvořili ji etničtí Albánci z Kosova
- 22.SS-Freiwilligen-Kavallerie-Division Maria Theresa

22. dobrovolnická jízdní divize SS Maria Theresa
– vznikla na jaře 1944, sloužili v ní maďarští etničtí Němci (Volksdeutsche)
- 23. Waffen-Gebirgs-Division der SS Kama (kroatische Nr.2)

23. horská divize SS Kama (chorvatská č. 2)
– vytvořena v Chorvatsku roku 1944 z německých důstojníků, etnických Němců a bosenských muslimů, byla rozpuštěna koncem roku 1944 a zbytky se staly součástí nové 23. divize SS
- 23. SS-Freiwilligen-Panzergrenadier-Division Nederland (niederlandische Nr.1)

23. dobrovolnická divize pancéřových granátníků SS Nederland (nizozemská č.1)

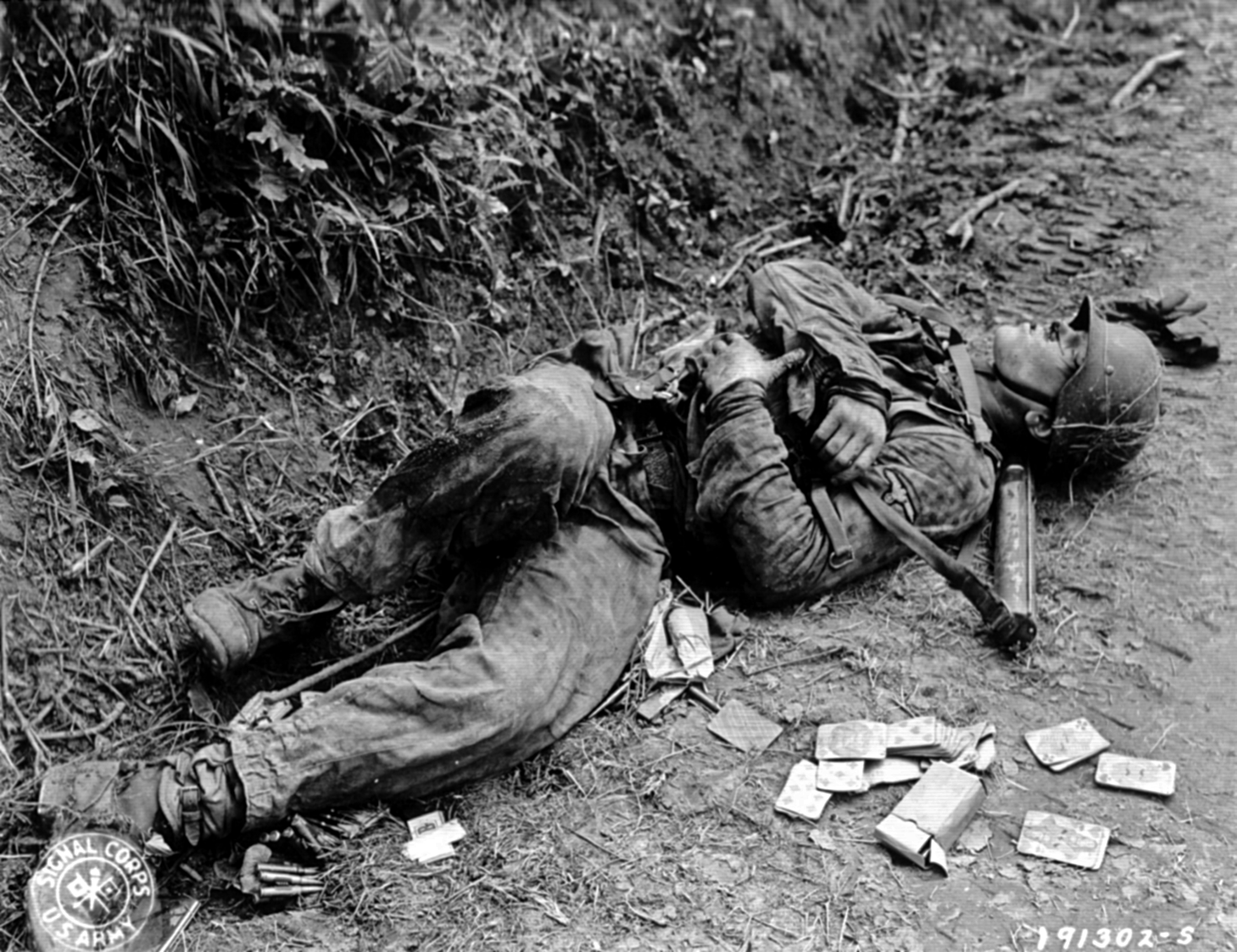
Padlý příslušník Waffen SS

- 24. Waffen-Gebirgs-Division der SS Karstjäger

24. horská divize SS Karstjäger
- 25.Waffen-Grenadier-Division der SS Hunyadi (ungarische Nr.1)

25. divize granátníků SS Hunyadi (maďarská č.1)
- 26. Waffen-Grenadier-Division der SS Hungaria (ungarische Nr.2)

26. divize granátníků SS Hungaria (maďarská č.2)

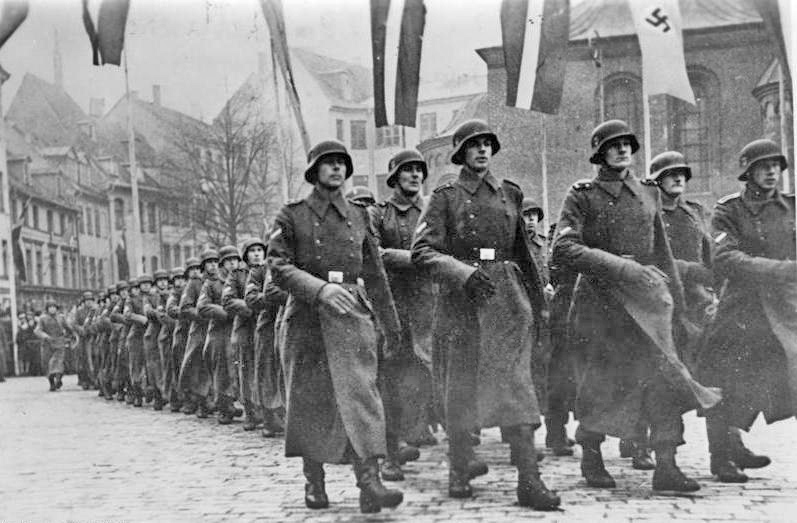
Přehlídka lotyšské 15. granátnická divize SS, prosinec 1943

- 27. SS-Freiwilligen-Grenadier-Division Langemarck (flämische Nr.1)

27. dobrovolnická divize pancéřových granátníků SS Langemarck (vlámská č.1)
- 28. SS-Freiwilligen-Grenadier-Division Wallonien

28.dobrovolnická divize granátníků SS Wallonien (valonská)
- 29. Waffen-Grenadier-Division der SS (russische Nr.1)

29. divize granátníků SS (ruská č. 1)
– vznikla v roce 1941 v Brjansku jako protikomunistická občanská milice. Prováděla protipartyzánské akce v Bělorusku a na Ukrajině, páchala zločiny na civilním obyvatelstvu, brutálně zasáhla při povstání ve Varšavě.
- 29.Waffen-Grenadier-Division der SS (italienische Nr.1)

29. divize granátníků SS (italská č. 1)
- 30. Waffen-Grenadier-Division der SS (weissruthenische Nr.1)

30. divize granátníků SS (běloruská č.1, uvádí se i jako ruská II.)
– sloužili v ní Bělorusové, Rusové, Poláci, Ukrajinci, Tataři, Arméni.
- 31. SS-Freiwilligen-Grenadier-Division

31. dobrovolnická divize granátníků SS
– V jejím neoficiálním názvu je přívlastek „Böhmen-Mahren,“ což je zavádějící. Jejími příslušníky byli zejména Volksdeutsche z Chorvatska, Maďarska a zahraniční dobrovolníci. Je možné, že v ní působili i Němci z Protektorátu, ovšem neexistují žádné ověřitelné podklady a byla tímto neoficiálním titulem označována z toho důvodu, že byla vytvořena z personálu a frekventantů škol a kurzů Waffen-SS z území Protektorátu. Byla sestavena z předběžně ad hoc ustavených pluků „Böhmen“ a „Mähren“.
- 32. SS-Freiwilligen-Grenadier-Division 30.Januar

32. divize pancéřových granátníků SS 30.Januar

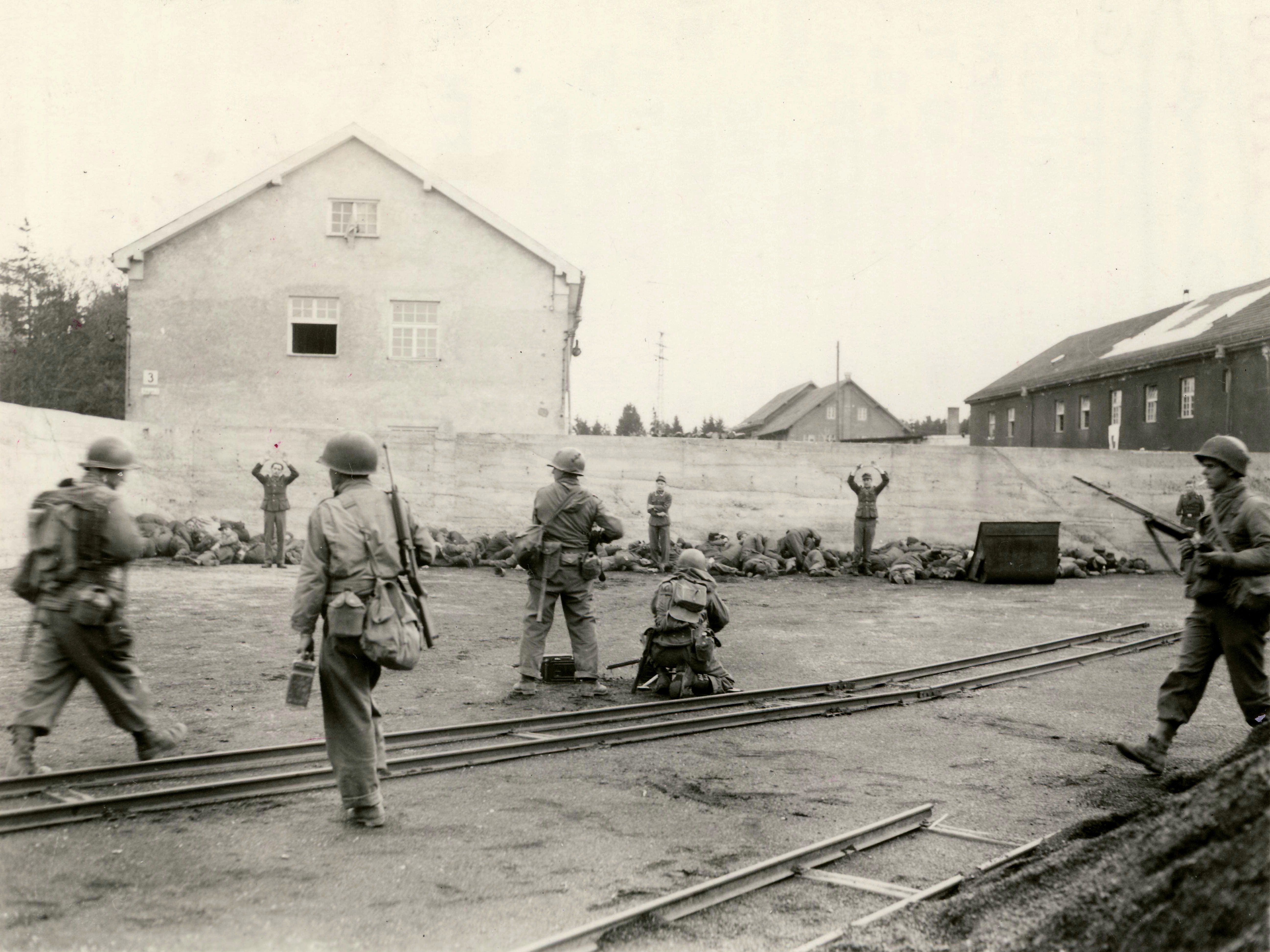
Poprava příslušníků SS v koncentračním táboře Dachau

- 33. Waffen-Kavallerie-Division der SS (ungarische Nr.3)

33. jízdní divize SS (maďarská č. 3)
- 33. Waffen-Grenadier-Division der SS Charlemagne (französische Nr.1)

33.divize granátníků SS Charlemagne (francouzská č. 1)
- 34. SS-Freiwilligen-Grenadier-Division Landstorm Nederland

34.dobrovolnická divize granátníků SS Landstorm Nederland
- 35. SS- und Polizei-Grenadier-Division

35.divize policejních granátníků SS

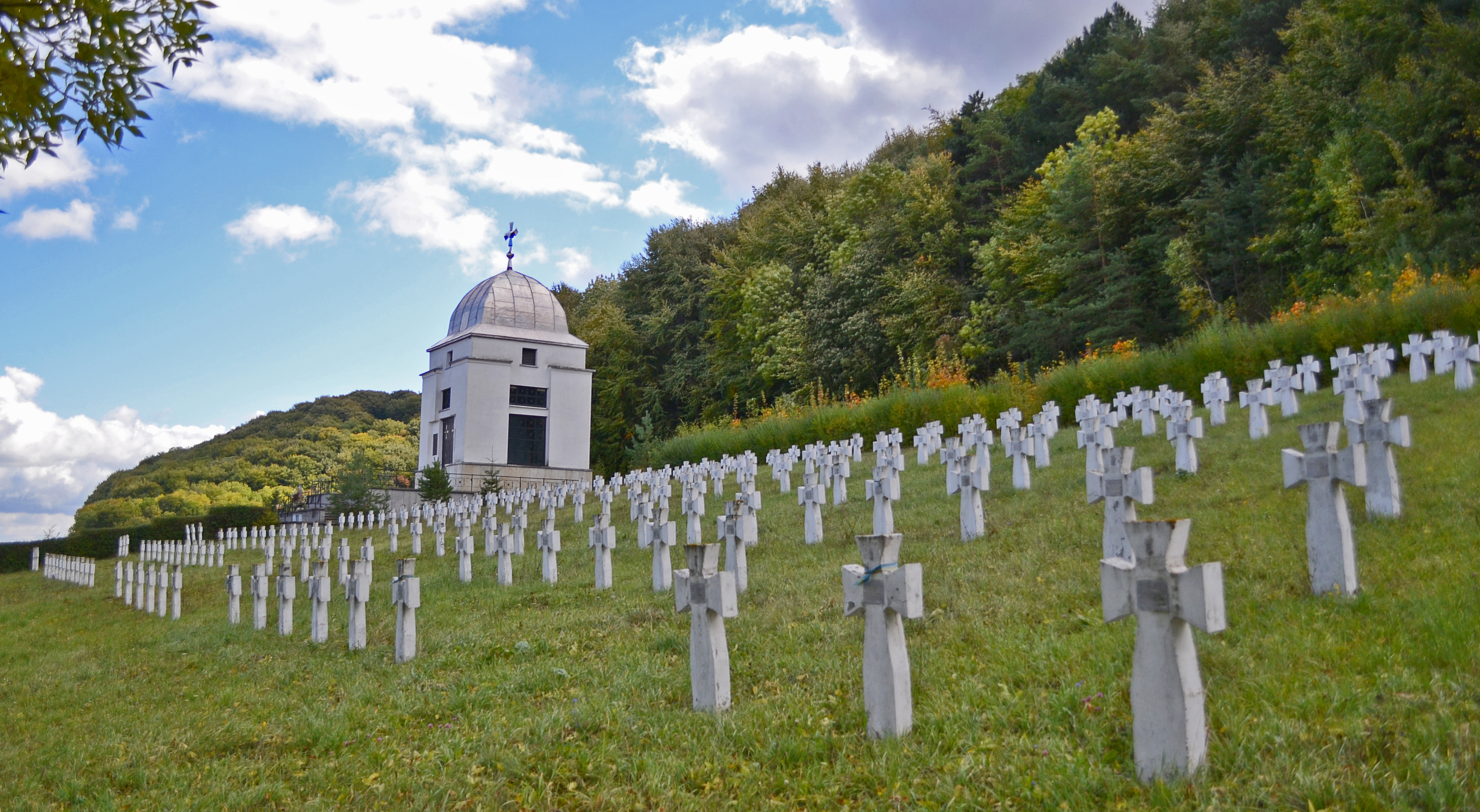
Hřbitov vojáků ukrajinské 14. granátnická divize SS ve Lvovské oblasti

- 36. Waffen-Grenadier-Division der SS

36. divize granátníků SS
– z jednotek SS si získala nejhorší pověst. Velel ji Oberführer SS Oskar Dirlewanger – sadista, který byl roku 1920 uvězněn pro zneužívání mladistvých. Jednotka prováděla ty nejhorší masakry civilního obyvatelstva v Sovětském svazu a Polsku, vypalovala vesnice, znásilňovala ženy, loupila. Běžným způsobem tzv. „pacifikace“ bylo, že lidé z vesnice byli nahnáni do kostela nebo největší budovy, kam byly poté naházeny granáty a celá vesnice byla zapálena, příp. lidé byli upáleni zaživa. Divize se též účastnila potlačování Slovenského národního povstání a Varšavského povstání.
- 37. SS-Freiwilligen-Kavallerie-Division Lützow

37. dobrovolnická jízdní divize SS Lützow
- 38. SS-Grenadier-Division Nibelungen

38. divize pancéřových granátníků SS Nibelungen
- 39. Gebirgsdivision der SS

39. horská divize SS